# Günter Ederer
Günter Ederer (* 27. Juli 1941 in Fulda) ist ein deutscher Wirtschaftsjournalist, Filmemacher und Publizist.

## Öffentlich-rechtlicher Rundfunk
Von 1966 bis 1969 arbeitete Ederer beim Südwestfunk Baden-Baden, von 1969 bis 1990 für das ZDF. In den 1970er Jahren berichtete er vor allem aus Europa über die Wirtschaftskrisen und über die politischen Umbrüche hin zur Demokratie in Südeuropa. Ende der 1970er bis Mitte der 1980er Jahre informierte Ederer für das ZDF-Magazin auslandsjournal unter anderem aus Mittelamerika (Kaffee, Chaos, Klassenkampf) und nach dem Sturz des Schahs aus dem Iran während des Iran-Irak-Krieges (Blut für Allah).
Von 1984 an berichtete er als Fernostkorrespondent sechs Jahre lang aus Tokio über die Umbrüche in Asien, über den Machtwechsel auf den Philippinen 1986, die Demokratisierung Taiwans und über die Studentenunruhen während der Olympischen Sommerspiele 1988 in Südkorea. Aus der Pazifik-Südsee informierte er über die Folgen der Atomtests und der globalen Aufrüstung (Das verlorene Paradies).

## Tätigkeit als Autor
Im Zeitraum von 1991 bis 2011 veröffentlichte Ederer sieben Bücher. Ende 2008 beendete er seine Tätigkeit als Filmemacher, setzt seine publizistische Tätigkeit aber als Autor fort. Ab März 2009 druckte die Fuldaer Zeitung seine Kolumne „Was Ludwig Erhard dazu sagen würde…“. Ferner publiziert er regelmäßig bei der Achse des Guten.

## Filmproduktion
Ederer machte sich 1990 gemeinsam mit seiner Frau selbständig (Welt und Wirtschaft Filmproduktion Günter Ederer GmbH).

## Stil und Positionen
Für Ederer bedeutet Journalismus nach eigenen Angaben, sich einzumischen. Er halte nichts von der Formel, dass sich Journalisten mit einer Sache nicht gemein machen dürften. „Das strotzt nur so vor Scheinheiligkeit und würde vor allem von denen verlangt, die fest in einer parteipolitischen Ausrichtung verankert seien“. Er bekenne sich „kompromisslos zu einer freiheitlichen Welt- und Wirtschaftsordnung“.
In seinem 2011 erschienenen Buch „Träum weiter, Deutschland!“ kritisierte Ederer die deutsche Staatsgläubigkeit in Bereichen wie Bildung, Klimawandel und Staatsverschuldung. Seit Bismarcks Einführung der Sozialversicherung werde nach dem Staat gerufen, obwohl Bismarcks Ziel gewesen sei, das Volk zu kontrollieren. Deshalb hätte auch das NS-Regime unter dem Begriff Daseinsvorsorge daran festgehalten.
Laut einem Artikel von Fabian Schmidt in Bento wurde Ederer auch durch Klimawandelleugnung bekannt. So sei unter anderem ein Kommentar von ihm in der Welt, in dem er die „CO2-Theorie“ als „geniale Propaganda“ bezeichnete, in Klimaleugnergruppen im Internet häufig geteilt worden. In einem weiteren Essay in der Welt bestritt Ederer 2011 unter Verweis auf den amerikanischen Merchant of Doubt und Lobbyisten Fred Singer, dass CO2 das Klima beeinflusst. Einen Vortrag mit ähnlichem Inhalt hielt Ederer auch auf einer Konferenz von der Klimaleugnerorganisation EIKE. Auch ein Beitrag der Sendung Report München vom Juli 2007 stammt von Ederer und wird auch heute noch von Klimaleugnern im Internet häufig geteilt.
Eine Broschüre des Umweltbundesamtes listete Ederer aufgrund dieser Positionen als einen von mehreren Klimaskeptikern in Deutschland, der den wissenschaftlichen Konsens zum Klimawandel anzweifele.
2017 und 2022 trat er als Gastredner bei Konferenzen auf, die von EIKE und CFACT veranstaltet wurde, zwei Lobbyorganisationen, die die menschengemachte globale Erwärmung abstreiten.

## Kritik
Im Jahr 2003 kritisierte Volker Lilienthal, dass ein Drittel der Produktionskosten einer dreiteiligen in der ARD ausgestrahlten Feature-Serie Ederers über „Märchen“ der Sozialpolitik und über Reformstau durch den Erwerb der Videorechte von der Lobbyorganisation Initiative Neue Soziale Marktwirtschaft getragen wurde.

## Auszeichnungen
- 1960: 1. Preis des hessischen Kultusministers für die beste jugendeigene Zeitschrift.
- 1983: Deutsch-Französischer Journalistenpreis – Kategorie Fernsehen für den Film Die Ehe mit Marianne (ZDF)
- 1986: Roster of Heroes – Auszeichnung der philippinischen Präsidentin für die Berichterstattung über die Revolution zum Sturz des Diktators Ferdinand Marcos 1986.
- 1990: Ernst-Schneider-Preis – Kategorie Fernsehen für die Reportage Land des Hechelns. Hoher Preis für Japans Wirtschaftsblüte (ZDF)
- 1993: Ernst-Schneider-Preis – Kategorie Fernsehen für Kurzbeitrag Teurer Industriestandort Deutschland – Ist unser Wohlstand in Gefahr? (ARD, Studio 1)
- 1995: Buch des Jahres des Bundesverbandes deutscher Unternehmensberater für Das Erbe der Egoisten – wie unsere Generation die Zukunft Deutschlands verspielt
- 1996: Deutscher Wirtschaftsfilmpreis für Reportage Das Märchen vom König Kunde – Service in Deutschland (ARD/HR)[18]
- 1997: Ernst-Schneider-Preis – Kategorie Fernsehen für Reportage Das Märchen vom König Kunde – Service in Deutschland (ARD/HR)
- 1998: BdSt Journalistenpreis für die Reportage Die Verschwender der Nation (ARD)
- 1998: Nominierung der ARD für den Telestar
- 1999: Ernst-Schneider-Preis – Kategorie Fernsehen für die Reportage Die Trottel der Nation – Wer arbeitet wird abgezockt (ARD)
- 2000: Herbert Quandt Medien-Preis für die Dokumentation Schocktherapie – Wie die Hoechst-Manager ihren Konzern zerschlagen (ARD/HR)
- 2000: Deutsch-Französischer Journalistenpreis – Sonderpreis ASKO Europa-Stiftung für Wirtschaftsthemen für die Dokumentation Schocktherapie – Wie die Hoechst-Manager ihren Konzern zerschlagen (ARD/HR)
- 2000: Nominierung der ARD für den Deutschen Fernsehpreis
- 2001: MPW-Journalistenpreis für Beitrag Leeres Land – Sterben die Deutschen aus? (ARD/WDR)
- 2002: intermedia-globe SILVER Award für Industriefilm Melitta – ein Portrait jenseits der Zahlen
- 2002: Karl-Bräuer-Preis
- 2002: Deutscher Fernsehpreis – Kategorie Reportage für Menschen-Poker – Neue Wahrheiten über die Arbeitslosigkeit (ARD/HR)
- 2003: Publizistik-Preis der Stiftung Gesundheit für Hörfunk-Beitrag Wie geht's uns denn, Herr Doktor? – Eine Statusaufnahme des deutschen Gesundheitswesens (WDR 3)
- 2003: Ludwig-Erhard-Preis für Wirtschaftspublizistik
- 2004: Ernst-Schneider-Preis – Kategorie Fernsehen für Reportage-Serie Das Märchen von der gerechten Steuer, Das Märchen von der sicheren Rente, Das Märchen vom blühenden Arbeitsmarkt (ARD/HR)
- 2006: Hayek-Medaille

## Bücher
- mit Mario Ambrosius (Illustrationen): Korea, geteiltes Land. Ed. Myron Berlin 1988, ISBN 3-926648-14-7
- Das leise Lächeln des Siegers. Econ Verlag 1991, ISBN 3-430-12312-7
- mit Peer Ederer: Das Erbe der Egoisten. Bertelsmann, München 1995, ISBN 3-570-12176-3
- mit Jürgen Franzen: Der Sieg des himmlischen Kapitalismus. Verlag moderne Industrie, Landsberg/Lech 1996 ISBN 3-478-35210-X
- mit Lothar Seiwert: Das Märchen vom König Kunde: Service in Deutschland – Wüste oder Oase? GABAL, Offenbach 1998, ISBN 3-930799-47-2
- Die Sehnsucht nach einer verlogenen Welt. Unsere Angst vor Freiheit, Markt und Eigenverantwortung. Über Gutmenschen und andere Scheinheilige. Bertelsmann, München 2000, ISBN 3-570-00432-5
- Träum weiter, Deutschland! Politisch korrekt gegen die Wand. Eichborn Verlag, Frankfurt am Main 2011, ISBN 978-3-8218-6540-9
- mit Gottfried Ilgmann: Deutschland im Stau: Was uns das Verkehrschaos wirklich kostet. 1. Auflage. Berlin Verlag, Berlin 2014, ISBN 978-3-8270-1232-6.

## Rezensionen (Auswahl)
- Die Trottel der Nation (Reportage)

Im Januar 1998 strahlte die ARD eine Reportage über die Lohnnebenkosten im internationalen Vergleich aus. Die Frankfurter Allgemeine Zeitung kommentierte: „Genauigkeit ist die Voraussetzung der Empörung. Das vor allem ist die Stärke von Ederers Reportage. Weil er die Finanzwissenschaftler und die Lohnbuchhalter immer und immer wieder hat rechnen lassen, darf er auch vom Irrsinn der Umverteilungsmaschinerie reden und behaupten, dass aus Ludwig Erhards Sozialer Marktwirtschaft unterdessen eine Staatswirtschaft geworden sei.“
- Die Sehnsucht nach einer verlogenen Welt – Unsere Angst vor Freiheit, Markt und Eigenverantwortung (Buch)

Gerd Habermann bezeichnete das Buch in der FAZ als „Ein Massengrab für heilige Kühe“. Es sei ein Glücksfall, wenn ein Fernsehjournalist nicht nur brillante ökonomische Reportagen im Geiste marktwirtschaftlicher Ordnungspolitik liefere, sondern auch ein faszinierender Bücherschreiber sei, kantig und erzliberal.
- Märchenreihe zu Steuern und Subventionen (Reportagen)

Diese Reportagen in der ARD (Erstausstrahlung am 14. Mai 2007) schrieb Heike Göbel in der FAZ: „Am deutschen Steuerrecht zu scheitern ist keine Schande. Man kann es nicht verstehen, jedes Klischee stimmt. Das wissen längst viele in diesem Land, ohne dass dieses Wissen irgendetwas änderte. Warum also noch einen Film über die Misere anschauen? Weil er von Günter Ederer stammt, weil er Trost spendet und weil man selten genug im Fernsehen mit Wirtschaftsthemen gut und qualifiziert unterhalten wird.“
- Das leise Lächeln des Siegers.

Ende der 1980er-Jahre blickte Ederer resignierend nach Asien. Japans Aufstieg zur ersten Wirtschaftsmacht schien unaufhaltsam. Er irrte sich.